# 789-й отдельный разведывательный артиллерийский дивизион
789-й отдельный разведывательный артиллерийский дивизион Резерва Главного Командования — воинское формирование Вооружённых Сил СССР, принимавшее участие в Великой Отечественной войне.
Сокращённое наименование — 789-й орадн РГК.

## История
Сформирован на базе разведывательного артиллерийского дивизиона 14-го гв. пап 27  апреля 1942 года  в составе 42-й армии Ленинградского фронта (Приказ НКО СССР № 0293 от 19 апреля 1942 года "Об изменении штатов артиллерийских частей ").
В действующей армии с 27.04.1942 по 18.11.1942.
В ходе Великой Отечественной войны вёл артиллерийскую разведку в интересах артиллерии соединений 42-й армии Ленинградского фронта.
18 ноября 1942 года приказом НКО СССР № 365 от 18.11.42г. преобразован в 4-й отдельный гвардейский разведывательный артиллерийский дивизион . 

## Подчинение
| Дата                 | Фронт               | Армия      | Корпус | Дивизия | Бригада | Примечания |
| -------------------- | ------------------- | ---------- | ------ | ------- | ------- | ---------- |
| 27.04.42 -18.11.42г. | Ленинградский фронт | 42-я армия | -      | -       | -       |            |

## Командование дивизиона
Командир дивизиона
- майор Постников Борис Владимирович

Начальник штаба дивизиона
- капитан Прибыльский Ростислав Борисович

Заместитель командира дивизиона по политической части
- батальонный комиссар Благовещенский Евгений Сергеевич

Помощник начальника штаба дивизиона
Помощник командира дивизиона по снабжению